# Japán Strandröplabda-szövetség
A Japán Strandröplabda-szövetség (日本ビーチバレーボール連盟), angol nevén Japan Beach Volleyball Fedaration (JVB) Japánban működő, strandröplabdával foglalkozó sportszervezet a Japán Röplabda-szövetség irányítása alatt. Elnöke Kavai Sunicsi. A szervezet 2014-ig Nihon Beachball renmei (日本ビーチバレー連盟) néven volt ismert.

## Története
- 1987-ben megtartották az első hivatalos strandröplabda-versenyt Japánban Dai icsikai Beachball Japan (第1回ビーチバレージャパン?) néven.
- 1989-ben megalapították a Japán Strandröplabda-szövetséget (日本ビーチバレー連盟?).
- 2011-ben bemutatták a szövetség kabalafiguráját, Unicót, akit Tezuka Oszamu tervezett 1976-ban.[2]
- 2014-ben a szervezet japán nevét Nihon Beach Volleyball renmeire (日本ビーチバレーボール連盟?) cserélték.

## Versenyei
- Beachball JBV Tour (ビーチバレーJBVツアー?)
- Beachball Tokió Open (ビーチバレー東京オープン?)
- JBV Satellite (JBVサテライト?)
- Beachball Tokió Open (ビーチバレー東京オープン?)
- Zenkoku 4-ri-szei Mix Beachball taikai (全国4人制ミックスビーチバレー大会?)

A Japán Röplabda-szövetséggel közös szervezésű versenyei
- JVA Beachball Series A (JVAビーチバレーボールシリーズA?)
- Beachball Japan (ビーチバレージャパン?)
- Zennihon Beachball dzsosi szensuken taikai (全日本ビーチバレー女子選手権大会?)
- Zennihon Beachball Junior dansi szensuken (全日本ビーチバレージュニア男子選手権?)
- Zennihon Beachball Junior dzsosi szensuken taikai (ビーチバレージャパン女子ジュニア選手権大会?) (Madonna-kupa)
- Sónan Cup zenkoku csúgakuszei Beachball taikai (湘南カップ全国中学生ビーチバレー大会?)

A Kokumin taiiku taikai Beachball kjógi (国民体育大会ビーチバレー競技) és a Zennihon Beachball daigaku dandzso szensuken (全日本ビーチバレー大学男女選手権) elnevezésű strandröplabda-versenyek a Japán Röplabda-szövetség szervezésében zajlanak le.